# Gare de Colroy - Lubine
La gare de Colroy - Lubine est une gare ferroviaire française de la ligne de Strasbourg-Ville à Saint-Dié située sur le territoire de la commune de Provenchères-et-Colroy, à proximité de Lubine, dans le département des Vosges.
Elle est mise en service en 1928 par l'Administration des chemins de fer d'Alsace et de Lorraine.
C'est une halte voyageurs de la Société nationale des chemins de fer français (SNCF) du réseau TER Grand Est, desservie par des trains express régionaux.

## Situation ferroviaire
Établie à 406 mètres d'altitude, la gare de Colroy - Lubine est située au point kilométrique 69,119 de la ligne de Strasbourg-Ville à Saint-Dié entre les gares de Saales et de Provenchères-sur-Fave.

## Histoire
La « station de Colroy-Lubine » est mise en service le 22 octobre 1928 par l'Administration des chemins de fer d'Alsace et de Lorraine lorsqu'elle ouvre à l'exploitation la section de Provenchères-sur-Fave à  Saales. La station est ouverte au service complet de la grande et de la petite vitesse.
En 2014, c'est une gare voyageurs d'intérêt local (catégorie C : moins de 100 000 voyageurs par an de 2010 à 2011), qui dispose d'un quai (voie unique) et un abri.
En septembre 2018, les trains cessent de desservir cette gare peu fréquentée.

## Service des voyageurs

### Accueil
Gare fermée.

### Desserte
Colroy - Lubine était une halte voyageurs SNCF du réseau TER Grand Est desservie par des trains express régionaux de la relation Strasbourg-Ville - Saales - Saint-Dié-des-Vosges (ligne 13).

### Intermodalité
Le stationnement des véhicules est possible à proximité de l'ancien bâtiment voyageurs.

### Patrimoine ferroviaire
L'ancien bâtiment voyageurs est toujours présent, réaffecté en habitation privée. Construit en contrebas du remblai où sont établis les quais, il correspond au plan type standard (version courte) pour les gares mises au point après 1918 par les Chemins de fer de l'Est. Il s'agit d'une version simplifiée du type 1903 dû à Paul-Adrien Gouny qui comporte un corps de logis à étages à la disposition en T reversé et une aile basse de trois travées.